# C.J.クロン
クリストファー・ジョン・クロン・ジュニア（Christopher John Cron Jr., 1990年1月5日 - ）は、アメリカ合衆国アリゾナ州フェニックス出身のプロ野球選手（一塁手）。右投右打。MLBのボストン・レッドソックス傘下所属。愛称はクロニー（Crony）。

## 経歴

### プロ入り前
2008年のMLBドラフト44巡目（全体1320位）でシカゴ・ホワイトソックスから指名されたが、ユタ大学へ進学した。

### プロ入りとエンゼルス時代

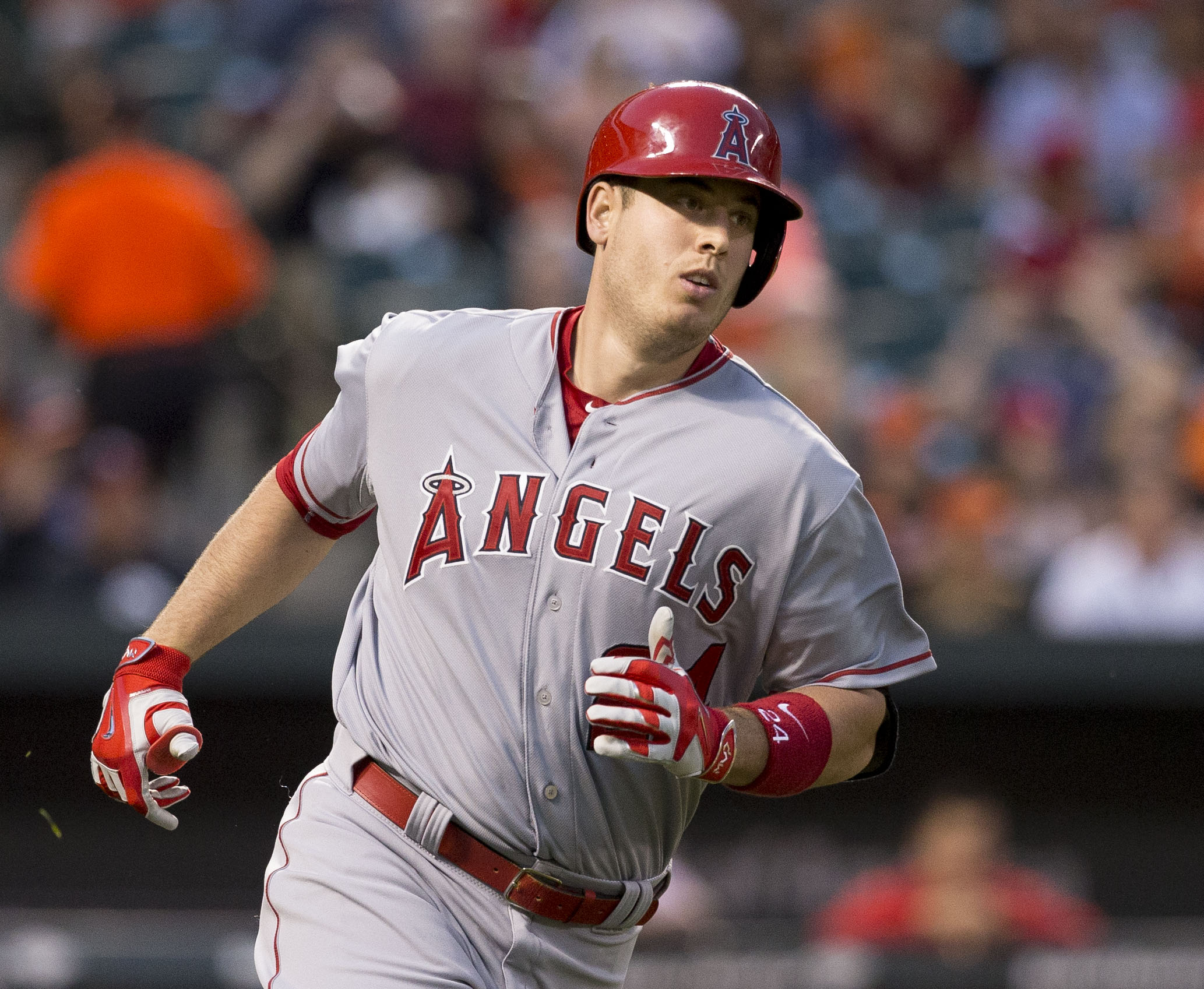
ロサンゼルス・エンゼルス時代
（2015年5月15日）

2011年のMLBドラフト1巡目（全体17位）でロサンゼルス・エンゼルス・オブ・アナハイムスから指名され、プロ入り。契約後、傘下のパイオニアリーグのルーキー級オレム・オウルズでプロデビュー。34試合に出場して打率.308、13本塁打、41打点を記録した。オフにベースボール・アメリカの2011年度ルーキー・オールスターに選出され、11月にはエンゼルスのマイナー・オールスターチームに指名打者として選出された。
2012年はA+級インランド・エンパイア・シックスティシクサーズでプレーし、129試合に出場して打率.293、27本塁打、123打点、3盗塁を記録した。オフにカリフォルニアリーグの新人王を受賞し、同リーグのオールスターチームや、MiLB機構とTopps社が選ぶA級のオールスターチームに選出された。さらに2年連続でエンゼルスのマイナー・オールスターチームに一塁手として選出された。
2013年はAA級アーカンソー・トラベラーズでプレーし、134試合に出場して打率.274、14本塁打、83打点、8盗塁を記録した。7月にはオールスター・フューチャーズゲームでアメリカ合衆国選抜に選出された。
2014年はAAA級ソルトレイク・ビーズで開幕を迎え、28試合に出場。打率.319、6本塁打、26打点と結果を残した。5月3日にエンゼルスとメジャー契約を結んでアクティブ・ロースター入りした。同日のテキサス・レンジャーズ戦でメジャーデビュー。「5番・一塁手」で先発起用され、8回裏には決勝打となる適時二塁打を放った。この試合は5打数3安打2打点だった。その後、マイナーに降格した。9月2日にセプテンバー・コールアップで、メジャーに再昇格した。一塁と指名打者として79試合に出場し、打率は.256ながらデビュー1年目で2桁本塁打となる11本塁打、37打点、出塁率.289を記録した。
2015年7月4日のレンジャーズ戦で自己最多となる1試合6打点を記録した。このシーズンは一塁及び指名打者で起用され、113試合に出場して打率.262、16本塁打、51打点、出塁率.300を記録した。
2016年も一塁のレギュラーで起用され、116試合の出場で打率.278、16本塁打、69打点、出塁率.325を記録した。
2017年は100試合に出場して打率.248、16本塁打、56打点、出塁率.305を記録した。

### レイズ時代
2018年2月17日に後日発表選手とのトレードで、タンパベイ・レイズへ移籍した。このシーズンは140試合に出場して自身初となる規定打席に到達し、打率.253、自己最多となる30本塁打、74打点、出塁率.323を記録した。オフの11月20日にDFAとなった。

### ツインズ時代
2018年11月26日にウェイバー公示を経てミネソタ・ツインズへ移籍した。
2019年は125試合に出場し、打率.253、25本塁打、78打点、出塁率.311を記録した。12月2日にノンテンダーFAとなった。

### タイガース時代
2019年12月21日にデトロイト・タイガースと610万ドルの単年契約を結んだ。
2020年は僅か13試合の出場で打率.190、4本塁打、8打点、出塁率.346に留まった。オフの11月1日にFAとなった。

### ロッキーズ時代
2021年2月15日にコロラド・ロッキーズとマイナー契約を結び、スプリングトレーニングに招待選手として参加することになった。3月20日にメジャー契約を結んでアクティブ・ロースター入りした。8月には打率.387、11本塁打、34打点、出塁率.463、長打率では脅威の.828を記録し、月間34打点は2016年のノーラン・アレナドに次ぐ球団歴代2位となる月間打点となった
。9月2日には8月のプレイヤー・オブ・ザ・マンスを受賞した。このシーズンは自己最多となる142試合に出場し、3年ぶりに規定打席に到達して打率.281、28本塁打、92打点、出塁率.375はナショナルリーグ6位を記録した。オフの10月5日にロッキーズと2年総額1450万ドルで契約延長した。
2022年9月9日のアリゾナ・ダイヤモンドバックス戦で自己最長となる504フィートの本塁打をキーナン・ミドルトンから記録した。スタットキャストが導入された2015年以降でクアーズ・フィールドの最長記録は2019年6月21日に記録したノマー・マザラの505フィートで、504フィートは2016年8月6日に記録したジャンカルロ・スタントンに並ぶ歴代2位タイの長さとなった。また、9月6日に同球場で記録したクリスチャン・イエリッチの499フィートを抜き、2022年シーズンでの最長本塁打記録となった。 

### エンゼルス復帰
2023年7月30日にジェイク・マッデン、メイソン・オルブライトとのトレードでランドル・グリチャックと共にロサンゼルス・エンゼルスへと復帰した。オフの11月3日にFAとなった。

### レッドソックス時代
2024年3月1日にボストン・レッドソックスとマイナー契約を結んだ。メジャーに昇格した場合の年俸は200万ドルで、オプションとして最大50万ドルの出来高が含まれる。

## 家族
父親のクリス・クロンもカリフォルニア・エンゼルスなどに所属した元メジャーリーガー（内野手）であり、引退後はマイナーリーグで長年監督を務めている。弟のケビン・クロンは2014年のMLBドラフト14巡目（全体420位）でアリゾナ・ダイヤモンドバックスから指名されてプロ入りし、NPBの広島やKBOのSSGでもプレイした経験がある。
また、親戚にミルウォーキー・ブルワーズなどでプレーした元メジャーリーガー（捕手）のチャド・モーラーがいる。

## 詳細情報

### 年度別打撃成績
| 年 度     | 球 団     | 試 合 | 打 席 | 打 数 | 得 点 | 安 打 | 二 塁 打 | 三 塁 打 | 本 塁 打 | 塁 打 | 打 点 | 盗 塁 | 盗 塁 死 | 犠 打 | 犠 飛 | 四 球 | 敬 遠 | 死 球 | 三 振 | 併 殺 打 | 打 率 | 出 塁 率 | 長 打 率 | O P S |
| --------- | --------- | ----- | ----- | ----- | ----- | ----- | -------- | -------- | -------- | ----- | ----- | ----- | -------- | ----- | ----- | ----- | ----- | ----- | ----- | -------- | ----- | -------- | -------- | ----- |
| 2014      | LAA       | 79    | 253   | 242   | 28    | 62    | 12       | 1        | 11       | 109   | 37    | 0     | 0        | 0     | 0     | 10    | 0     | 1     | 61    | 10       | .256  | .289     | .450     | .739  |
| 2015      | LAA       | 113   | 404   | 378   | 37    | 99    | 17       | 1        | 16       | 166   | 51    | 3     | 1        | 0     | 3     | 17    | 1     | 5     | 82    | 9        | .262  | .300     | .439     | .739  |
| 2016      | LAA       | 116   | 445   | 407   | 51    | 113   | 25       | 2        | 16       | 190   | 69    | 2     | 3        | 0     | 5     | 24    | 1     | 7     | 75    | 9        | .278  | .325     | .467     | .792  |
| 2017      | LAA       | 100   | 373   | 339   | 39    | 84    | 14       | 0        | 16       | 99    | 56    | 3     | 2        | 0     | 3     | 22    | 0     | 7     | 96    | 5        | .248  | .305     | .437     | .741  |
| 2018      | TB        | 140   | 560   | 501   | 68    | 127   | 28       | 1        | 30       | 247   | 74    | 1     | 2        | 0     | 5     | 37    | 2     | 17    | 145   | 11       | .253  | .323     | .493     | .816  |
| 2019      | MIN       | 125   | 499   | 458   | 51    | 116   | 24       | 1        | 25       | 215   | 78    | 0     | 0        | 0     | 2     | 29    | 3     | 10    | 107   | 13       | .253  | .311     | .469     | .780  |
| 2020      | DET       | 13    | 52    | 42    | 9     | 8     | 3        | 0        | 4        | 23    | 8     | 0     | 0        | 0     | 0     | 9     | 0     | 1     | 16    | 2        | .190  | .346     | .548     | .894  |
| 2021      | COL       | 142   | 547   | 470   | 70    | 132   | 31       | 1        | 28       | 249   | 92    | 1     | 0        | 0     | 4     | 60    | 3     | 13    | 117   | 11       | .281  | .375     | .530     | .905  |
| 2022      | COL       | 150   | 632   | 575   | 79    | 148   | 28       | 3        | 29       | 269   | 102   | 0     | 0        | 0     | 5     | 43    | 6     | 8     | 164   | 16       | .257  | .315     | .468     | .783  |
| 2023      | COL       | 56    | 224   | 208   | 31    | 54    | 12       | 0        | 11       | 99    | 32    | 0     | 0        | 0     | 2     | 13    | 0     | 1     | 50    | 10       | .260  | .304     | .476     | .780  |
| 2023      | LAA       | 15    | 54    | 50    | 7     | 10    | 0        | 0        | 1        | 13    | 5     | 0     | 0        | 0     | 0     | 4     | 0     | 0     | 15    | 3        | .200  | .259     | .260     | .519  |
| '23計     | LAA       | 71    | 278   | 258   | 38    | 64    | 12       | 0        | 12       | 112   | 37    | 0     | 0        | 0     | 2     | 17    | 0     | 1     | 65    | 13       | .248  | .295     | .434     | .729  |
| MLB：10年 | MLB：10年 | 1049  | 4043  | 3670  | 470   | 953   | 194      | 10       | 187      | 1728  | 604   | 10    | 8        | 0     | 29    | 268   | 16    | 70    | 928   | 99       | .260  | .320     | .471     | .791  |

- 2023年度シーズン終了時

### 年度別守備成績
| 年 度 | 球 団 | 一塁（1B） | 一塁（1B） | 一塁（1B） | 一塁（1B） | 一塁（1B） | 一塁（1B） |
| 年 度 | 球 団 | 試 合      | 刺 殺      | 補 殺      | 失 策      | 併 殺      | 守 備 率   |
| ----- | ----- | ---------- | ---------- | ---------- | ---------- | ---------- | ---------- |
| 2014  | LAA   | 36         | 221        | 12         | 1          | 23         | .996       |
| 2015  | LAA   | 58         | 385        | 31         | 6          | 33         | .986       |
| 2016  | LAA   | 97         | 761        | 48         | 6          | 78         | .993       |
| 2017  | LAA   | 98         | 745        | 61         | 4          | 63         | .995       |
| 2018  | TB    | 61         | 463        | 27         | 2          | 46         | .996       |
| 2019  | MIN   | 117        | 927        | 61         | 8          | 87         | .992       |
| 2020  | DET   | 13         | 113        | 12         | 2          | 9          | .984       |
| 2021  | COL   | 130        | 1040       | 90         | 10         | 103        | .991       |
| 2022  | COL   | 121        | 1033       | 59         | 7          | 113        | .994       |
| 2023  | COL   | 47         | 372        | 26         | 3          | 42         | .993       |
| 2023  | LAA   | 14         | 87         | 2          | 2          | 13         | .978       |
| '23計 | LAA   | 61         | 459        | 28         | 5          | 55         | .990       |
| MLB   | MLB   | 792        | 6147       | 429        | 51         | 610        | .992       |

- 2023年度シーズン終了時

### 表彰
MLB
- プレイヤー・オブ・ザ・マンス：1回（2021年8月）

### 記録
MiLB
- オールスター・フューチャーズゲーム選出：1回（2013年）

### 背番号
- 20（2014年）
- 24（2015年 - 2017年、2019年）
- 44（2018年）
- 26（2020年）
- 25（2021年 - 2023年）